# Jani Urdinov
Jani Urdinov [jany urdynov] (makedonsky Јани Урдинов; * 28. března 1991 Mechelen, Belgie) uváděný i jako Yani Urdinov je belgicko-severomakedonský fotbalový obránce, od července 2017 hráč klubu Bohemians Praha 1905.
Na mládežnické úrovni reprezentoval Belgii a Makedonii, na seniorské úrovni Severní Makedonii.

## Klubová kariéra
- KV Mechelen (mládež)
- PSV Eindhoven (mládež)
- Roda JC Kerkrade (mládež)
- Roda JC Kerkrade 2008–2010
- FK Rabotnički 2010–2011
- FK Ekranas 2012
- FK Željezničar Sarajevo 2012–2013
- Widzew Łódź 2014
- FK Škendija 79 Tetovo 2014
- KS Flamurtari Vlora 2015[1]
- FC Vysočina Jihlava 2016–2017[3][4]
- Bohemians Praha 1905 2017–[5]

## Reprezentační kariéra

### Belgie
Nastupoval za belgickou reprezentaci do 16 let.

### Severní Makedonie
Nastupoval i za severomakedonské mládežnické reprezentace U17, U19 a U21.
V A-mužstvu Severní Makedonie debutoval 26. 5. 2012 v přátelském utkání ve městě Leiria proti týmu Portugalska (remíza 0:0).